# Cole Anthony
Cole Hilton Anthony (* 15. Mai 2000 in Portland, Oregon) ist ein US-amerikanischer Basketballspieler.

## Laufbahn
Anthony zog im Kindesalter nach New York City. Sein Vater Greg Anthony spielte elf Jahre lang in der NBA. Cole Anthony gehörte als Schüler der Mannschaft der Archbishop Molloy High School in Queens an, ehe er an die Oak Hill Academy nach Mouth of Wilson (Bundesstaat Virginia) wechselte. Er schlug Angebote unter anderem der Georgetown University, der University of Notre Dame sowie der University of Oregon aus und entschied sich, sich ab der Saison 2019/20 in den Dienst der Mannschaft der University of North Carolina at Chapel Hill zu stellen. Er erzielte im Spieljahr 2019/20 als bester Korbschütze der Hochschulmannschaft 18,5 Punkte je Begegnung. Seine 4 Korbvorlagen pro Einsatz waren ebenfalls Höchstwert.
Cole wurde zeitweise als Anwärter auf einen der vorderen Plätze beim Draftverfahren der NBA erachtet. Letztlich wurde er an 15. Stelle von den Orlando Magic ausgesucht. Orlando gab ihn in der Sommerpause 2025 an die Memphis Grizzlies ab, im Folgemonat wurde er von den Milwaukee Bucks verpflichtet.

### Nationalmannschaft
2018 gewann er mit der US-Nationalmannschaft die in Kanada ausgetragene U18-Amerikameisterschaft.

## Karriere-Statistiken

### NBA

#### Hauptrunde
| Saison  | Team    | GP  | GS  | MPG  | FG % | 3P % | FT % | RPG | APG | SPG | BPG | PPG  |
| ------- | ------- | --- | --- | ---- | ---- | ---- | ---- | --- | --- | --- | --- | ---- |
| 2020–21 | Orlando | 47  | 34  | 27.1 | .397 | .337 | .832 | 4.7 | 4.1 | 0.6 | 0.4 | 12.9 |
| 2021–22 | Orlando | 65  | 65  | 31.7 | .391 | .338 | .854 | 5.4 | 5.7 | 0.7 | 0.3 | 16.3 |
| 2022–23 | Orlando | 60  | 4   | 25.9 | .454 | .364 | .894 | 4.8 | 3.9 | 0.6 | 0.5 | 13.0 |
| 2023–24 | Orlando | 81  | 0   | 22.4 | .435 | .338 | .826 | 3.8 | 2.9 | 0.8 | 0.5 | 11.6 |
| Gesamt  | Gesamt  | 253 | 103 | 26.5 | .418 | .343 | .851 | 4.6 | 4.1 | 0.7 | 0.4 | 13.4 |

#### Play-offs
| Saison  | Team    | GP | GS | MPG  | FG % | 3P % | FT % | RPG | APG | SPG | BPG | PPG |
| ------- | ------- | -- | -- | ---- | ---- | ---- | ---- | --- | --- | --- | --- | --- |
| 2023–24 | Orlando | 7  | 0  | 14.7 | .317 | .154 | .889 | 2.1 | 1.3 | 0.6 | 0.1 | 5.1 |
| Gesamt  | Gesamt  | 7  | 0  | 14.7 | .317 | .154 | .889 | 2.1 | 1.3 | 0.6 | 0.1 | 5.1 |